# قائمة زملاء الجمعية الملكية المنتخبين في 1993
هذه الصفحة تعرض قائمة زملاء الجمعية الملكية المُنتخبين لعام 1993.

## الزملاء
- Ghillean Prance [الإنجليزية]‏
- ريتشارد هنري فريند
- Franz Daniel Kahn [الإنجليزية]‏
- جون هيوز
- ميخائيل كيلي
- كيث غلوفر [الإنجليزية]‏
- مارتن إيفانز
- Bruce William Stillman [الإنجليزية]‏
- Alan Astbury [الإنجليزية]‏
- يان نيوتن
- يان فلمنج
- ميخائيل نويبيرغر
- Colin Patterson (biologist) [الإنجليزية]‏

## الأعضاء الأجانب
- بروس ألبيرتس
- موتو كيمورا
- إدوين إرنست سالبيتر
- جان ماري لين
- ريتشارد إرنست